# Black Earth Rising
Black Earth Rising ist eine in Großbritannien für BBC Two und Netflix produzierte Fernsehserie. Im Produktionsland erfolgte die Erstausstrahlung am 10. September 2018, in Deutschland und anderen internationalen Territorien ist die Serie seit 25. Januar 2019 bei Netflix abrufbar.

## Inhalt
Die Geschichte dreht sich um Kate Ashby, eine afrikanische Kriegswaise aus Ruanda, die als Ermittlerin in der Londoner Kanzlei von Michael Ennis, einem gebürtigen Amerikaner, arbeitet. Ihre Adoptivmutter Eve Ashby, eine international tätige Anklägerin, eröffnet einen Prozess gegen Simon Nyamoya, einen führenden ruandischen Kriegsverbrecher, was das Leben ihrer Tochter für immer verändern kann.

## Besetzung
Die Synchronisation der Serie wurde bei der Berliner Synchron nach der Übersetzung von Sebastian Römer, dem Dialogbuch von Engelbert von Nordhausen und unter der Dialogregie von Karin Grüger erstellt.
| Rolle                                                       | Darsteller         | Synchronisation          |
| ----------------------------------------------------------- | ------------------ | ------------------------ |
| Kate Ashby, juristische Ermittlerin                         | Michaela Coel      | Dela Dabulamanzi         |
| Michael Ennis, Rechtsanwalt in London                       | John Goodman       | Thomas Kästner           |
| Alice Munezero, ruandische Generalin                        | Noma Dumezweni     | Heide Domanowski         |
| David Runihura, Berater der Präsidentin von Ruanda          | Lucian Msamati     | Engelbert von Nordhausen |
| Eunice Clayton, US-Diplomatin                               | Tamara Tunie       | Bettina von Nordhausen   |
| Florence Karamera                                           | Emmanuel Imani     | Dennis Schmidt-Foß       |
| Frank Munezero                                              | Treva Etienne      | Bernd Egger              |
| Harper Hopkinson, britischer Diplomat                       | Michael Gould      | Matthias Klages          |
| Nkanza a Nkanga, ruandischer Politiker                      | Nicholas Beveney   | Tilo Schmitz             |
| Patrice Ganimana, ruandischer Kriegsverbrecher              | Tyrone Huggins     | Klaus Kowatsch           |
| Daniel Drewe                                                | Adrian Schiller    | Klaus Nietz              |
| Bibi Mundanzi, ruandische Präsidentin                       | Abena Ayivor       | Arianne Borbach          |
| Jacques Antoine Barré, Ex-Berater im Élysée-Palast          | Ronald Guttman     | Peter Reinhardt          |
| Marc Previeau                                               | Serge Hazanavicius | Michael Pan              |
| Mark Viner                                                  | Julian Glover      | Friedrich G. Beckhaus    |
| Richard Ratzenburger                                        | Timothy Walker     | Uwe Büschken             |
| Deborah Hewitt, Richterin                                   | Nancy Crane        | Sabine Arnhold           |
| Blake Gaines                                                | Hugo Blick         | Bernd Vollbrecht         |
| Lesage, französischer Brigadegeneral                        | Olivier Rabourdin  | Patrice Luc Doumeyrou    |
| Capi Petridis                                               | Kathryn Hunter     | Karin David              |
| Colbert, Oberst                                             | Philip Arditti     | Patrick Keller           |
| Dr. Musoni                                                  | Wale Ojo           | François Smesny          |
| Eve Ashby, britische Staatsanwältin                         | Harriet Walter     | Monica Bielenstein       |
| Fred Sturridge                                              | Richard Dixon      | Hans Hohlbein            |
| Simon Nyamoya, ruandischer General                          | Danny Sapani       | Sven Brieger             |
| Godwin Hall                                                 | Nyasha Hatendi     | Peter Lontzek            |
| Mary Mundanzi, Tochter von Bibi Mundanzi und David Runihura | Mimi Ndiweni       | Dana Friedrich           |
| Peter                                                       | Martin Bassindale  | Dirk Petrick             |
| Sophie Barré                                                | Aure Atika         | Claudia Gáldy            |
| Charles Bouchard, kanadischer UN-Major                      | Nigel Whitmey      | Viktor Neumann           |
| Hana Ennis                                                  | Malou Coindreau    |                          |

## Episodenliste
| Nr. | Deutscher Titel               | Originaltitel             | Erstausstrahlung UK | Deutschsprachige Erstausstrahlung (D) | Regie      | Drehbuch   |
| --- | ----------------------------- | ------------------------- | ------------------- | ------------------------------------- | ---------- | ---------- |
| 1   | Weitere Nachrichten           | In Other News             | 10. Sep. 2018       | 25. Jan. 2019                         | Hugo Blick | Hugo Blick |
| 2   | In die Vergangenheit geblickt | Looking at the Past       | 17. Sep. 2018       | 25. Jan. 2019                         | Hugo Blick | Hugo Blick |
| 3   | Ein Geist                     | A Ghost in Name           | 24. Sep. 2018       | 25. Jan. 2019                         | Hugo Blick | Hugo Blick |
| 4   | Eine Schüssel Cornflakes      | A Bowl of Cornflakes      | 1. Okt. 2018        | 25. Jan. 2019                         | Hugo Blick | Hugo Blick |
| 5   | Die Augen des Teufels         | The Eyes of the Devil     | 8. Okt. 2018        | 25. Jan. 2019                         | Hugo Blick | Hugo Blick |
| 6   | Die wahre Natur dieses Spiels | The Game's True Nature    | 15. Okt. 2018       | 25. Jan. 2019                         | Hugo Blick | Hugo Blick |
| 7   | Doppelbogey auf der Neunten   | Double Bogey on the Ninth | 22. Okt. 2018       | 25. Jan. 2019                         | Hugo Blick | Hugo Blick |
| 8   | Vergebung                     | The Forgiving Earth       | 29. Okt. 2018       | 25. Jan. 2019                         | Hugo Blick | Hugo Blick |